# Kūaotunu
Kūaotunu est une petite ville côtière située  sur le côté est de la Péninsule de Coromandel au niveau de l’embouchure du fleuve Kuaotunu dans l’ île du Nord dans la Nouvelle-Zélande.

## Toponymie
Le nom de la ville en langue Māori, signifiant « ce qui inspire la crainte dans un jeune animal » ou « roasted young (jeunes rotis)», probablement en relation avec la possibilité de bonnes chasses et terrains de pêche présents dans le secteur.
En 2019, le nom de la localité fut officiellement inscrit au journal officiel sous le nom de Kūaotunu.

## Tourisme
Kūaotunu est une destination populaire pour les vacances d’été pour les touristes sur le circuit touristique de Coromandel.
C’est une des plages les plus au nord sur la côte est de la Péninsule de Coromandel et qui est réputée pour les campeurs et pour ses plages plus basses.

## Mines

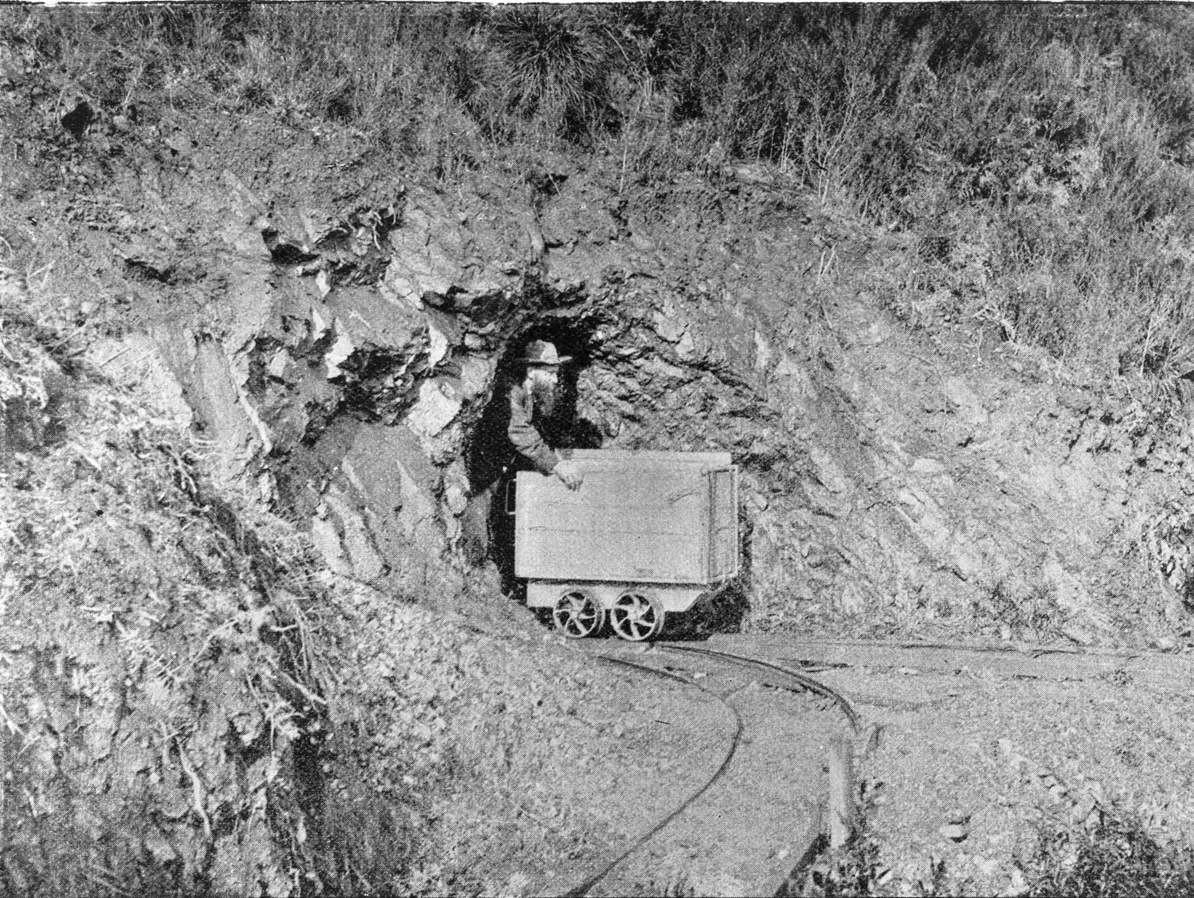
Mr Goldsworthy émergeant à partir du tunnel Irène et la mine de Try Fluke à Kuaotunu en 1890

Les mines locales et leurs batteries de concassage, furent installés à la fin du XIXe siècle, ont des noms plein d’espoir : Try Fluke, Carbine, Mariposa, John Bull, Great Mercury, Red Mercury, Irene, Waiawa, Otama et Kapai-Vermont
La mine Try Fluke était une mine d’or importante à proximité de Kuaotunu .
Son nom remonte à sa découverte en 1889, lorsque les prospecteurs demandèrent au Maori Charles Kawhine, connu localement sous le nom de Coffin, ce qu’il faisait, et qu'il répondit : Oh, try fluke. (coup de chance) ; c'est ce qu'il fut compris au lieu de Tryin’ luck (essayer chance), et le nom est resté.
La mine se composait de plusieurs puits verticaux et de tunnels horizontaux formant des galeries qui descendaient le long de la colline. Il est toujours possible d’explorer certaines de ces galeries.
L’une d’elle s'enfonce de 50 m dans la montagne, se terminant au niveau d’un puits rebouché. 
Devant la mine se trouve une zone de terrain plat sur lequel le chemin de fer minier pouvait circuler.
Plus de 2760 onces d’or ont été extraites en janvier 1893, après la mise en œuvre  du procédé de Cassel au cyanure, qui a permis d'augmenter le taux d'or récupérable de 55 % à 95 %.
Les données officielles de production de Thames Mines indiquent un rendement de 2 327 619 onces d'or pour une valeur de 845 millions de dollars néo-zélandais.

## L’exploitation forestière

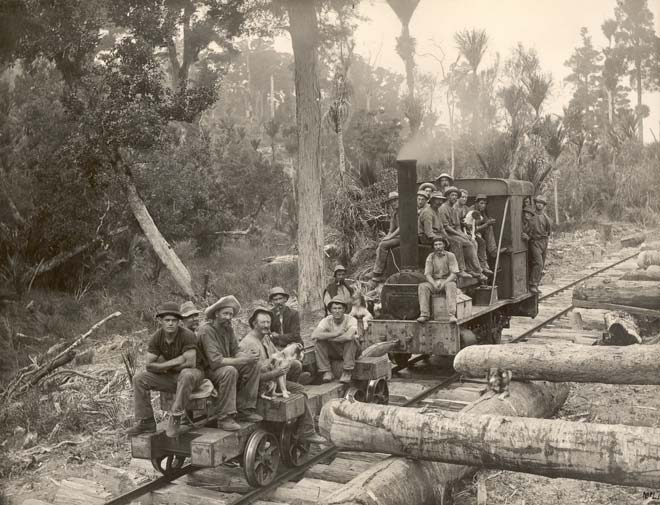
Des forestiers et leurs chiens circulant avec les trains forestiers vers les sites de travail à proximité de Kuaotunu

L’exploitation forestière a joué un rôle seulement secondaire dans le secteur, mais les mines nécessitaient des troncs de Kauri à la fois pour la construction et pour chauffer le minerai extrait. Le bois d’oeuvre local permettait ainsi de faire fonctionner des chemins de fer à voie étroite, comprenant des petites machines à vapeur .
Les locomotives avec une gauge probablement de track gauge de 2 ft 6 inches  ont été importées dès 1883 par la société Manning, Wardle & Co (en)  de la ville de Hunslet (en), en Angleterre avec le numéro de travail N°859 .
Comme les 6 kilomètres (3,728227152 mi) de longueur de la ligne étaient plats et qu’il n’y avait pas beaucoup de place sur les côtés, les wagons à boggies de bois était normalement poussés en dehors du bush et ensuite tirés après avoir été chargés avec le bois.
Cette procédure réduisait le risque de déraillement des wagons chargés de bois, parce que le fait de les tirer cause moins de déraillements que celui de les pousser.
Le bush de Kūaotunu contenait approximativement 6 ‘moi’ ou super feet de bois d’oeuvre.
E.H. Irving travailla de 1907 à 1909 sous contrat pour la société Kauri Timber Company ou KTC (en).
Lui-même et ses bushmen abattirent et transportèrent le bois jusqu’à l’estuaire de « Whangapoua Harbour » , où il était  déversé, puis rassemblé en radeaux et tirés par de puissants remorqueurs vers la scierie de KTC 

## Église
L’église St Columcille, fut construite en 1893, quand la ville a atteint environ les 2000 habitants. L’église coûta 100 pounds pour la construction et fut inaugurée, libre de dettes. Le matériel pour l’église catholique romaine de Kūaotunu arriva en janvier 1893 par bateau et fut transportée de la plage jusqu’à son site près de l’école publique.
Le bâtiment fut désassemblé en 1954 et ré-érigé au niveau de la ville de Tairua .